# 401 (số)
401 (bốn trăm linh một) là một số tự nhiên ngay sau 400 và ngay trước 402.